# Хроническая обструктивная болезнь лёгких
Хроническая обструкти́вная болезнь лёгких (ХОБЛ) — заболевание с характерным, частично необратимым, ограничением прохождения воздушного потока в дыхательных путях, имеющее, как правило, неуклонно прогрессирующий характер и спровоцированное аномальной воспалительной реакцией ткани лёгких на раздражение различными патогенными частицами и газами.
Патологический процесс начинается в слизистой бронхов: в ответ на воздействие внешних патогенных факторов происходит изменение функции секреторного аппарата (гиперсекреция слизи, изменения бронхиального секрета), присоединяется инфекция, развивается каскад реакций, приводящих к повреждению бронхов, бронхиол и прилегающих альвеол. Нарушение соотношения протеолитических ферментов и антипротеаз, дефекты антиоксидантной защиты лёгких усугубляют повреждение.
Основными диагностическими критериями являются клинические (кашель, мокрота и одышка), анамнестические (наличие факторов риска) и функциональные (снижение ОФВ1 менее 80 % после ингаляции бронходилататора от должного в сочетании со сниженным соотношением ОФВ1/ФЖЁЛ менее 70 %) проявления. Основным документом, в котором рассматриваются известные в настоящее время аспекты заболевания, является Глобальная инициатива по хронической обструктивной болезни лёгких (Global initiative for Obstructive Lung Disease — GOLD) — совместный проект Института сердца, лёгких и крови (США) и ВОЗ (1998).
ХОБЛ является актуальной проблемой, так как следствиями заболевания являются ограничение физической работоспособности и инвалидизация пациентов.

## Определение
Глобальная стратегия GOLD даёт следующее определение:
ХОБЛ (хроническая обструктивная болезнь лёгких) — заболевание, характеризующееся не полностью обратимым ограничением воздушного потока. Это ограничение обычно прогрессирует и связано с патологической реакцией лёгких на вредоносные частицы и газы.
До недавнего времени аббревиатура ХОБЛ расшифровывалась как «хронические обструктивные болезни лёгких» и трактовалась как собирательное понятие, включающее хронические экологически опосредованные заболевания дыхательной системы с преимущественным вовлечением дистальных отделов дыхательных путей с частично обратимой бронхиальной обструкцией, характеризующиеся прогрессированием и нарастающей хронической дыхательной недостаточностью.
В группу хронических обструктивных болезней лёгких, или, как её ещё называли, хронических неспецифических заболеваний лёгких (ХНЗЛ), относили ряд отличающихся по клиническим проявлениям и патогенезу заболеваний, объединённых вместе благодаря наличию частично обратимой прогрессирующей обструкции дыхательных путей. Под это определение попадали хронический обструктивный бронхит, эмфизема лёгких, тяжёлые формы бронхиальной астмы, хронический облитерирующий бронхиолит, бронхоэктатическая болезнь, муковисцидоз, биссиноз. Этот обобщённый подход существенно затруднял эпидемиологические исследования, разработку критериев диагностики и принципов терапии ввиду различий патогенеза нозологий, входивших в понятие ХНЗЛ.
Согласно определению ХОБЛ (в единственном числе), данному глобальной стратегией GOLD, из этого суженного понятия выбывает первичная эмфизема лёгких, так как её причиной является дефицит α1-антитрипсина (а не воздействие вредоносных факторов). Устарел термин хронический обструктивный бронхит (ХОБ), так как это состояние расценивалось как процесс, развивающийся преимущественно в бронхах, а развитие ХОБЛ, начинающееся в бронхах, затрагивает все без исключения функциональные и структурные элементы лёгочной ткани, в том числе альвеолярную ткань, сосудистое русло, плевру, дыхательную мускулатуру), что отражается термином «ХОБЛ». Saetta М. et al. в 1998 году было показано, что воспаление в мембранозных бронхах является одной из причин развития панацинарной эмфиземы. Существующие методы исследования не позволяют зафиксировать переход патологического процесса с бронхов на респираторную зону: увеличение остаточного объёма лёгких (ООЛ), лёгочная гипертензия и cor pulmonale свидетельствуют о далеко зашедшей стадии заболевания, возможно поэтому в GOLD не упоминается термин «ХОБ». Исключены из понятия «ХОБЛ» туберкулёз лёгких на стадии остаточных явлений, когда могут проявляться частичные нарушения бронхиальной проходимости, поздние стадии гистиоцитоза X, лимфангиолейомиоматоза, при всех этих состояниях логичнее рассматривать бронхиальную обструкцию как синдром. По этой же причине из этого понятия исключены бронхоэктатическая болезнь, бронхиальная астма тяжёлого течения, муковисцидоз, хронический облитерирующий бронхиолит.
В России ХОБЛ отчасти рассматривается как «конечная фаза заболевания». Согласно GOLD, диагноз ХОБЛ должен быть поставлен при отношении ОФВ1/ФЖЁЛ<0,7 и отсутствии других причин этой аномалии любым врачом, а врачом-специалистом также при наличии в анамнезе осложнений ХОБЛ, её симптомов — хронического кашля, мокроты, одышки, соответствующих факторов риска в анамнезе и других признаков частично необратимой обструкции дыхательных путей. Лица с наличием симптомов хронического кашля, продукции мокроты, но с нормальными показателями функции внешнего дыхания (так называемый хронический необструктивный бронхит) ранее относили к стадии 0 или риску развития ХОБЛ. В тексте GOLD последних лет такая категория исключена из классификации ХОБЛ, хронический бронхит отдельная нозология. Оговаривается, что вышеуказанные симптомы не являются нормой, даже если диагнозы ХОБЛ или хронический бронхит не ставятся.
Термин «ХОБЛ» в настоящее время включает хронический обструктивный бронхит, хронический гнойный обструктивный бронхит, эмфизему лёгких (вторичную, возникшую как морфологическое изменение в лёгких в результате длительной бронхиальной обструкции), пневмосклероз, лёгочную гипертензию, хроническое лёгочное сердце. Каждое из этих понятий отражает особенности морфологических и функциональных изменений на разных стадиях ХОБЛ.

## Эпидемиология

Годы жизни, скорректированные по нетрудоспособности для больных ХОБЛ на 100 тысяч населения в 2004 году.
нет данных
менее чем 110
110-220
220-330
330-440
440-550
550-660
660-770
770-880
880-990
990-1100
1100-1350
более чем 1350

В связи с подобной терминологической неопределённостью точные эпидемиологические данные назвать крайне трудно. В разных стандартах диагностики и ведения больных ХОБЛ (Канада, 1992; США, 1995; Европейское респираторное общество, 1995; Россия, 1995; Великобритания, 1997) подчёркивается, что надёжные и точные эпидемиологические данные по ХОБЛ отсутствуют.
В США в 1995 году зарегистрировано 14 млн больных ХОБЛ, при этом хронический обструктивный бронхит фигурировал в диагнозе только у 12,5 млн из них. С 1982 по 1995 число больных возросло на 41,5 %, и теперь в США страдают ХОБЛ около 6 % мужчин и 3 % женщин, а среди лиц старше 55 лет — 10 % больных.
Члены Европейского респираторного общества подчеркивают, что примерно 25 % случаев ХОБЛ диагностируется своевременно. Смертность в Европе колеблется от 2,3 (Греция) до 41,4 (Венгрия) на 100 000 населения.
В России по результатам подсчётов с использованием эпидемиологических маркеров предположительно около 11 млн больных, а по официальной медицинской статистике — около 1 млн. Это разночтение связано с тем, что заболевание диагностируется в поздних стадиях, когда лечение не позволяет затормозить неуклонно прогрессирующий патологический процесс. Этим объясняется высокая смертность больных ХОБЛ. По данным Европейского респираторного общества только 25 % случаев заболевания диагностируется своевременно. В последние годы отмечается мировая тенденция к увеличению заболеваемости: с 1990 года по 1997 год её значение увеличилось на 25 % у мужчин и 69 % у женщин. Прогнозируется рост заболеваемости ХОБЛ в России.

## Этиология
Европейское респираторное общество приводит следующую классификацию факторов риска в зависимости от их значимости:
| Вероятность значения факторов | Внешние факторы | Внутренние факторы                                                                              |
| ----------------------------- | --- | ----------------------------------------------------------------------------------------------- |
| Установленная                 | Курение Профессиональные вредности (кадмий, кремний) | Дефицит α1-антитрипсина                                                                         |
| Высокая                       | Загрязнение окружающего воздуха (SO2, NO2, O3) Профессиональные вредности Низкое социально-экономическое положение Пассивное курение в детском возрасте | Недоношенность Высокий уровень IgE Бронхиальная гиперреактивность Семейный характер заболевания |
| Возможная                     | Аденовирусная инфекция Дефицит витамина C | Генетическая предрасположенность (группа крови A(II), отсутствие IgA)                           |

### Курение
Главный фактор риска (80—90 % случаев) — курение. Показатели смертности от ХОБЛ среди курильщиков максимальны, у них быстрее развивается обструкция дыхательных путей и одышка. Однако случаи возникновения и прогрессирования ХОБЛ отмечаются и у некурящих лиц. Одышка появляется приблизительно к 40 годам у курильщиков, и на 13—15 лет позже у некурящих. В начале 21 века вследствие увеличения числа курящих людей растет заболеваемость в России.

### Профессиональные факторы

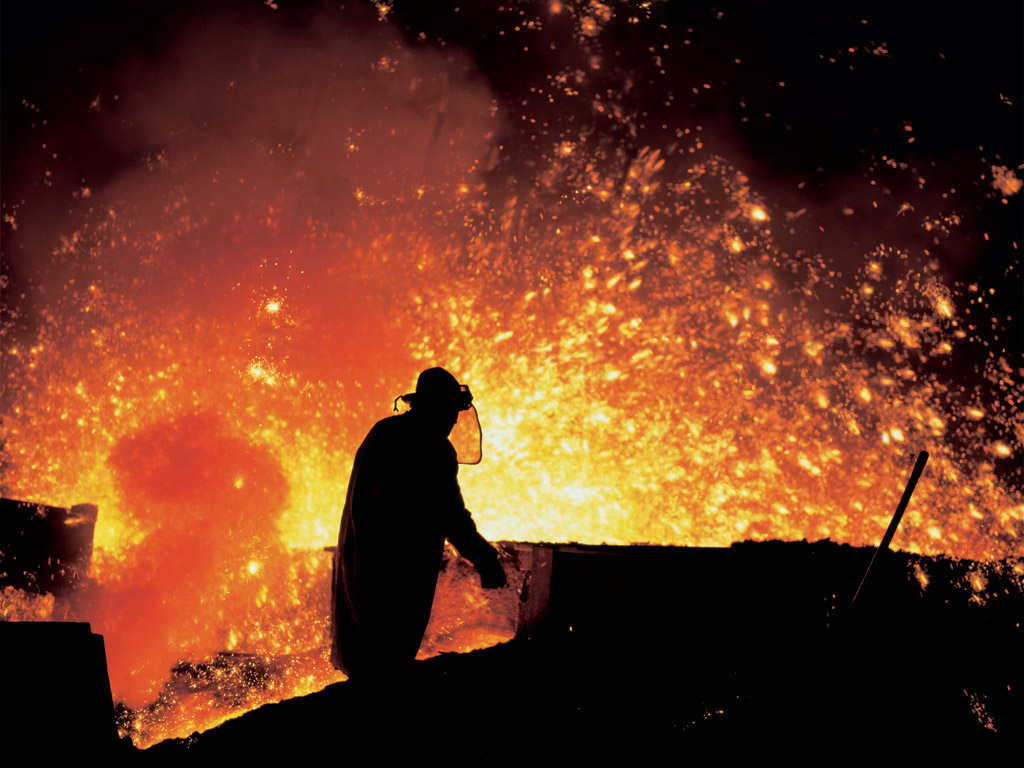
Выплавка чугуна

Самый вредный профессиональный фактор — пыль, содержащая кадмий и кремний. На первом месте по развитию ХОБЛ стоит горнодобывающая промышленность. Профессии повышенного риска: шахтёры, контактирующие с цементом строители, рабочие металлургической (за счёт испарений расплавленных металлов) и целлюлозно-бумажной промышленности, железнодорожники, занятые переработкой зерна или хлопка рабочие. В России, среди угольщиков имеется большое число лиц с заболеваниями лёгких пылевой этиологии, в том числе и с пылевым бронхитом. Курение усиливает неблагоприятное действие пыли. Подробнее — см. Силикоз, Пневмокониоз, Бериллиоз.
Охрана труда позволяет значительно снизить риск развития данных хронических заболеваний, основные мероприятия направлены на предотвращение попадания в дыхательные пути пыли и аэрозолей. Достигается это двумя путями — с помощью индивидуальных и коллективных средств защиты. Индивидуальные обеспечивают фильтрацию поступающего к дыхательным путям воздуха, удаляя вредные примеси, к ним относятся, например, респираторы. Коллективные осуществляют фильтрацию воздуха и понижают концентрацию вредных веществ в производственных помещениях. Как правило данные методы защиты используются совместно. Однако объективные инструментальные измерения эффективности СИЗ органов дыхания в производственных условиях показали, что использование респираторов являются не только самым последним, но и самым неэффективным и ненадёжным методом профилактики профзаболеваний. Это стимулировало использовать более надёжные технические средства коллективной защиты, позволяющие снизить запылённость до ПБКрз в большинстве случаев, а также автоматизировать технологические процессы и использовать дистанционное управление.

### Наследственная предрасположенность
В пользу роли наследственности указывает факт, что далеко не все курильщики с большим стажем становятся больными ХОБЛ. Наиболее изученным генетическим фактором риска является редкая наследственная недостаточность α1-антитрипсина (A1AT), который ингибирует сериновые протеиназы в системном кровотоке. В США среди больных ХНЗЛ врождённый дефицит α1-антитрипсина выявлялся менее, чем в 1 % случаев.

## Патогенез
В патогенезе ХОБЛ наибольшую роль играют следующие процессы:
- воспалительный процесс,
- дисбаланс протеиназ и антипротеиназ в лёгких,
- окислительный стресс.

Хроническое воспаление затрагивает все отделы дыхательных путей, паренхиму и сосуды лёгких. Со временем воспалительный процесс разрушает лёгкие и ведёт к необратимым патологическим изменениям. Дисбаланс ферментов и окислительный стресс могут быть следствием воспаления, действия окружающей среды или генетических факторов.

### Клетки воспаления
При ХОБЛ происходит увеличение количества нейтрофилов, макрофагов и Т-лимфоцитов, преимущественно CD8+.
Нейтрофилы. В мокроте, бронхоальвеолярном лаваже обнаруживается повышенное количество активированных нейтрофилов. Их роль при ХОБЛ ещё не ясна. У курильщиков без ХОБЛ также обнаруживается нейтрофилия мокроты. При исследовании индуцированной мокроты определяется повышенная концентрация миелопероксидазы и человеческого нейтрофильного липокаина, что свидетельствует об активации нейтрофилов. При обострении также растёт число нейтрофилов в бронхоальвеолярном лаваже. Нейтрофилы секретируют протеиназы: нейтрофильную эластазу, нейтрофильный катепсин G и нейтрофильную протеиназу-3.
Макрофаги обнаруживаются в крупных и мелких бронхах, паренхиме лёгких, а также в местах деструкции альвеолярной стенки при развитии эмфиземы, что выявляется при гистологическом исследовании мокроты и лаважа, биопсии бронха и исследовании индуцированной мокроты. Макрофаги выделяют фактор некроза опухоли α (ФНО-α), интерлейкин 8 (ИЛ-8), лейкотриен-B4 (ЛТВ4), что способствует хемотаксису нейтрофилов.
T-лимфоциты. Клетки CD8+, обнаруживаемые при биопсии бронхов, выделяют перфорины, гранзим-B и ФНО, эти агенты вызывают цитолиз и апоптоз альвеолярных эпителиоцитов.
Эозинофилы. Уровни эозинофильного катионного пептида и эозинофильной пероксидазы у больных ХОБЛ в индуцированной мокроте повышены. Это указывает на возможность их присутствия. Это может быть не связано с эозинофилией — увеличение активности нейтрофильной эластазы, может обусловливать дегрануляцию эозинофилов при их нормальном количестве.
Эпителиальные клетки. Воздействие воздушных поллютантов, таких как диоксид азота (NO2), озон (O3), дизельные выхлопные газы на назальные и бронхиальные эпителиоциты, приводит к синтезу и высвобождению воспалительных медиаторов (эйкозаноиды, цитокины, молекулы адгезии и др). Происходит нарушение регуляции эпителиоцитами функционирования молекул адгезии E-селектина, отвечающие за вовлечение в процесс нейтрофилов. При этом секреция культурой клеток бронхиального эпителия, полученная от больных ХОБЛ в эксперименте, вырабатывает более низкие количества воспалительных медиаторов, (ФНО-α или ИЛ-8), чем аналогичные культуры от некурящих или курящих, но без ХОБЛ.

### Медиаторы воспаления
Наибольшую роль при ХОБЛ играют фактор некроза опухоли α (ФНО-α), интерлейкин 8 (ИЛ-8), лейкотриен-B4 (ЛТВ4). Они способны разрушать структуру лёгких и поддерживать нейтрофильное воспаление. Вызванное ими повреждение в дальнейшем стимулирует воспаление путём выброса хемотактических пептидов из межклеточного матрикса.
ЛТВ4 — мощный фактор хемотаксиса нейтрофилов. Его содержание в мокроте больных ХОБЛ повышено. Выработку ЛТВ4 приписывают альвеолярным макрофагам.
ИЛ-8 участвует в избирательном вовлечении нейтрофилов и, возможно, синтезируется макрофагами, нейтрофилами и эпителиоцитами. Присутствует в высоких концентрациях в индуцированной мокроте и лаваже у больных ХОБЛ.
ФНО-α активирует ядерный фактор-кВ фактора транскрипции (NF-кB), который, в свою очередь, активирует ген IL-8 эпителиоцитов и макрофагов. ФНО-α определяется в высоких концентрациях в мокроте, а также в биоптатах бронхов у пациентов ХОБЛ. У больных с выраженной потерей веса уровень сывороточного ФНО-α повышен, что говорит о возможности участия фактора в развитии кахексии.
В воспалении при ХОБЛ участвуют и другие агенты. Ниже представлены некоторые из них:
| Медиатор                                              | Сокращение | Функция                                                                            | Исследуемый материал                                  | В какой группе повышено содержание в исследуемом материале | Контрольная группа                       |
| ----------------------------------------------------- | ---------- | ---------------------------------------------------------------------------------- | ----------------------------------------------------- | ---------------------------------------------------------- | ---------------------------------------- |
| Макрофагальный хемотактический протеин-1              | MCP-1      | Привлечение моноцитов, рекрутирование макрофагов                                   | Бронхоальвеолярный лаваж                              | Больные ХОБЛ, курильщики                                   | Некурящие, бывшие курильщики             |
| Макрофагальный воспалительный протеин-1β              | MIP-1β     | Привлечение моноцитов, T-лимфоцитов                                                | Бронхоальвеолярный лаваж                              | Больные ХОБЛ                                               | Некурящие, курильщики, бывшие курильщики |
| Макрофагальный воспалительный протеин-1α              | MIP-1α     | Привлечение моноцитов, T-лимфоцитов                                                | Экспрессия в эпителиоцитах                            | Больные ХОБЛ                                               | Курильщики                               |
| Гранулоцит-макрофагальный колониестимулирующий фактор | GM-CSF     | Стимулирует активность нейтрофилов, эозинофилов, моноцитов и макрофагов            | Бронхоальвеолярный лаваж                              | Больные ХОБЛ, содержание повышается при обострении         |                                          |
| Трансформирующий фактор роста-β                       | TGF-β      | Подавляет активность естественных киллеров, снижает пролиферацию В- и Т-лимфоцитов | Экспрессия в эпителиоцитах, эозинофилах, фибробластах | Больные ХОБЛ                                               |                                          |
| Эндотелин-1                                           | ET-1       | Сужение сосудов                                                                    | Индуцированная мокрота                                | Больные ХОБЛ                                               |                                          |

### Дисбаланс в системе протеиназы-антипротеиназы
В 1963 году Laurell и Eriksson привели наблюдение, что лица с дефицитом α1-антитрипсина, ингибирущим ряд сывороточных протеиназ, таких как нейтрофильная эластаза, имеют повышенный риск развития эмфиземы, так как нейтрофильная эластаза разрушает эластин, который является основным компонентом стенки альвеол. Помимо этого, фрагменты эластина, воздействуя на макрофаги и нейтрофилы, поддерживают воспаление. Хотя на сегодня дефицит α1-антитрипсина разграничен с понятием ХОБЛ, дисбаланс ферментной системы имеет место при ХОБЛ в настоящем понимании этого термина. Известно, что макрофаги, нейтрофилы и эпителиоциты выделяют комбинацию протеаз. Активность антипротеазной системы снижается из-за окислительного стресса, воздействия табачного дыма и других факторов. Вероятно нейтрофильная эластаза не имеет значения при ХОБЛ, в патогенезе которой из протеаз играют роль нейтрофильный катепсин G, нейтрофильная протеиназа-3, катепсины макрофагов (особенно катепсины B, L и S), и различные матриксные металлопротеиназы.

### Окислительный стресс
О роли окислительного стресса свидетельствуют маркеры, обнаруживаемые в жидкости на поверхности эпителия, выдыхаемом воздухе и моче курильщиков и больных ХОБЛ — пероксид водорода (Н2О2) и оксид азота (NO), образующиеся при курении или высвобождаемые из лейкоцитов и эпителиоцитов при воспалении. Н2О2 появляется в повышенном количестве в выдыхаемом воздухе у больных как в ремиссии, так и при обострении, а содержание NO повышается в выдыхаемом воздухе при обострении. Концентрация изомера простагландина изопростана F2α-III — биомаркера окислительного стресса в лёгких in vivo, образующегося при свободнорадикальном окислении арахидоновой кислоты, повышается в конденсате выдыхаемого воздуха и моче у больных ХОБЛ в сравнении со здоровыми людьми и повышается ещё больше при обострении.
Оксиданты разрушают биологические молекулы: белки, жиры, нуклеиновые кислоты, что приводит к дисфункции и смерти клеток, разрушению внеклеточного матрикса. Также благодаря окислительному стрессу усугубляется дисбаланс протеиназы-антипротеиназы за счёт инактивации антипротеиназ и путём активации протеиназ, таких как металлопротеиназы. Оксиданты усиливают воспаление благодаря активации фактора NF-кВ, который способствует экспрессии воспалительных генов, таких как ИЛ-8 и ФНО-α. Наконец оксидативный стресс может вызывать обратимую обструкцию бронхов: Н2О2 приводит к сокращению гладкомышечных клеток in vitro, а изопростан F2α-III у человека является агентом, вызывающим выраженную бронхиальную обструкцию.

### Течение патологического процесса
Выделяют следующие патологические изменения при ХОБЛ:
- гиперсекреция слизи,
- дисфункция реснитчатого эпителия,
- бронхиальная обструкция,
- деструкция паренхимы и эмфизема лёгких,
- расстройства газообмена,
- лёгочная гипертензия,
- лёгочное сердце,
- системные проявления.

#### Гиперсекреция слизи
Гиперсекреция слизи вызвана стимуляцией секретирующих желез и бокаловидных клеток лейкотриенами, протеиназами и нейропептидами.

#### Дисфункция ресничек
Реснитчатый эпителий подвергается плоскоклеточной метаплазии, что приводит к нарушению мукоцилиарного клиренса (нарушению эвакуации мокроты из лёгких). Эти начальные проявления ХОБЛ могут сохраняться в течение многих лет, не прогрессируя.

#### Бронхиальная обструкция
Бронхиальная обструкция, соответствующая стадиям ХОБЛ с 1 по 4, носит необратимый характер с наличием небольшого обратимого компонента. Выделяют следующие причины бронхиальной обструкции:
- Необратимые:
  - Ремоделирование и фиброз дыхательных путей,
  - Потеря эластической тяги лёгкого в результате разрушения альвеол,
  - Разрушение альвеолярной поддержки просвета мелких дыхательных путей;
- Обратимые:
  - Накопление клеток воспаления, слизи и экссудата плазмы в бронхах,
  - Сокращение гладкой мускулатуры бронхов,
  - Динамическая гиперинфляция при физической нагрузке.

Обструкция при ХОБЛ, в основном, формируется на уровне мелких и мельчайших бронхов. Ввиду большого количества мелких бронхов, при их сужении примерно вдвое возрастает общее сопротивление нижних отделов респираторного тракта.
Спазм бронхиальной гладкой мускулатуры, воспалительный процесс и гиперсекреция слизи могут формировать небольшую часть обструкции, обратимую под влиянием лечения. Воспаление и экссудация имеют особенно важное значение при обострении.

#### Лёгочная гиперинфляция
Лёгочная гиперинфляция (ЛГИ) — повышение воздушности лёгочной ткани, образование и увеличение «воздушной подушки» в лёгких. В зависимости от причины возникновения подразделяется на два вида:
- статическая ЛГИ: вследствие неполного опорожнения альвеол на выдохе вследствие снижения эластической тяги лёгких
- динамическая ЛГИ: вследствие уменьшения времени выдоха в условиях выраженного ограничения экспираторного воздушного потока

С точки зрения патофизиологии, ЛГИ является адаптационным механизмом, так как приводит к снижению сопротивления воздушных путей, улучшению распределения воздуха и повышению минутной вентиляции в покое. Однако ЛГИ приводит к следующим неблагоприятным последствиям:
- Слабость дыхательной мускулатуры. Происходит укорочение и уплощение диафрагмы, что делает её сокращения малоэффективными.
- Ограничение нарастания дыхательного объёма при физической нагрузке. У здоровых людей при нагрузке происходит увеличение минутного объёма дыхания за счёт увеличения частоты и глубины дыхания. У больных ХОБЛ во время нагрузки увеличивается лёгочная гиперинфляция, так как увеличение ЧДД при ХОБЛ ведёт к укорочению выдоха, и ещё большая часть воздуха задерживается в альвеолах. Увеличение «воздушной подушки» не позволяет значительно увеличить глубину дыхания.
- Гиперкапния при физической нагрузке. Вследствие снижения отношения ООЛ к ЖЁЛ за счёт уменьшения ЖЁЛ вследствие ЛГИ происходит увеличение PaCO2 в артериальной крови.
- Создание внутреннего положительного давления в конце выдоха (intrinsic positive end-expiratory pressure, PEEPi). Вследствие роста «воздушной подушки» возникает давление эластической отдачи лёгких. В норме PEEPi равно нулю, у тяжёлых больных ХОБЛ вне обострения — не более 7—9 см вод. ст., а при острой дыхательной недостаточности достигает 20—22 см вод. ст. Это приводит к увеличению нагрузки на дыхательные мышцы, начало сокращения дыхательных мышц не совпадает с началом дыхательного потока, он начинается только тогда, когда давление, развиваемое мышцами, превышает PEEPi, когда альвеолярное давление становится отрицательным, что необходимо для вдоха.
- Повышение эластической нагрузки на лёгкие.
- Лёгочная гипертензия. В конечном итоге ЛГИ приводит к лёгочной гипертензии. Scharf и соавт. были получены данные о высокой частоте лёгочной гипертензии у больных с тяжёлой ХОБЛ эмфизематозного типа. В исследовании участвовало 120 пациентов, среднее ОФВ1 составляет 27 %, ООЛ — 225 %. При проведении катетеризации центральных вен среднее давление в лёгочной артерии превышало 20 мм рт. ст. у 90,8 % больных, давление заклинивания более 12 мм рт. ст. было отмечено у 61,4 % больных. Развитие лёгочной гипертензии связано с компрессией сердца и внутригрудных сосудов вследствие ЛГИ[17].

#### Эмфизема лёгких
Деструкция паренхимы ведёт к снижению эластической тяги лёгких, и поэтому имеет прямое отношение к ограничению скорости воздушного потока и увеличению сопротивления воздуху в лёгких. Мелкие бронхи, теряя связь с альвеолами, до этого находившимися в расправленном состоянии, спадаются и перестают быть проходимыми.

#### Расстройства газообмена
Обструкция дыхательных путей, деструкция паренхимы и расстройства лёгочного кровотока уменьшают лёгочную способность к газообмену, что приводит сначала к гипоксемии, а затем к гиперкапнии. Корреляция между значениями функции лёгких и уровнем газов артериальной крови слабо определяется, но при ОФВ1 более 1 л редко возникают существенные изменения газового состава крови. На начальных стадиях гипоксемия возникает только при физической нагрузке, а по мере прогрессирования болезни — и в состоянии покоя.

#### Лёгочная гипертензия
Лёгочная гипертензия развивается на IV стадии — крайне тяжёлое течение ХОБЛ (см стадии ХОБЛ), при гипоксемии (РаО2 менее 8 кПа или 60 мм рт. ст.) и часто также гиперкапнии.
Это основное сердечно-сосудистое осложнение ХОБЛ связано с плохим прогнозом. Обычно у больных с тяжёлой формой ХОБЛ давление в лёгочной артерии в покое повышено умеренно, хотя может увеличиваться при нагрузке. Осложнение прогрессирует медленно, даже без лечения.
К развитию лёгочной гипертензии имеют отношение сужение сосудов лёгких и утолщение сосудистой стенки вследствие ремоделирования лёгочных артерий, деструкция лёгочных капилляров при эмфиземе, которая ещё больше увеличивает давление, необходимое для прохождения крови через лёгкие. Сужение сосудов может возникать из-за гипоксии, которая вызывает сокращение гладкой мускулатуры лёгочных артерий, нарушения механизмов эндотелийзависимой вазодилатации (снижение продукции NO), патологической секреции вазоконстрикторных пептидов (таких как ET-1 — продукта клеток воспаления). Ремоделирование сосудов — одна из главных причин развития лёгочной гипертензии в свою очередь происходит за счёт выделения факторов роста или вследствие механического стресса при гипоксической вазоконстрикции.

#### Лёгочное сердце
Лёгочное сердце определяется как «гипертрофия правого желудочка в результате заболеваний, поражающих функцию и/или структуру лёгких, за исключением тех расстройств лёгких, которые являются результатом заболеваний, первично поражающих левые отделы сердца, как при врождённых заболеваниях сердца». Распространённость и течение лёгочного сердца при ХОБЛ до сих пор неясны. Лёгочная гипертензия и редукция сосудистого ложа вследствие эмфиземы ведут к гипертрофии правого желудочка и его недостаточности лишь у части больных.

#### Системные проявления
При ХОБЛ наблюдается системное воспаление и дисфункция скелетной мускулатуры. Системное воспаление проявляется наличием системного окислительного стресса, повышенной концентрацией циркулирующих цитокинов и активацией клеток воспаления. Проявлением дисфункции скелетных мышц являются потеря мышечной массы и различные биоэнергетические расстройства. Эти проявления ведут к ограничению физических возможностей пациента, снижают уровень здоровья, ухудшению прогноза заболевания.

## Патоморфология

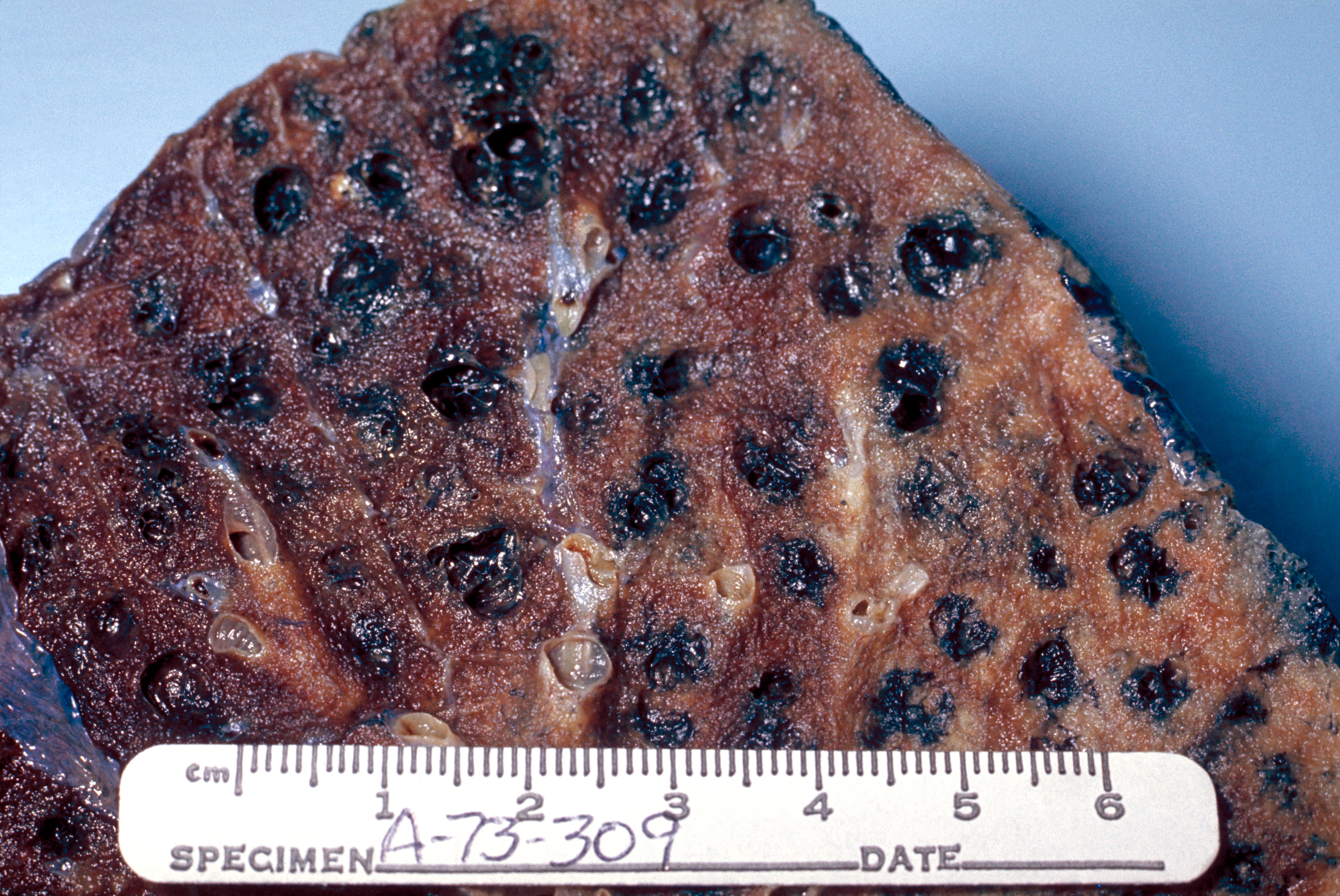
Центрилобулярная эмфизема при ХОБЛ, макропрепарат

В основе лежит воспалительный процесс, затрагивающий все структуры лёгочной ткани: бронхи, бронхиолы, альвеолы, лёгочные сосуды.
Морфологические изменения характеризуются метаплазией эпителия, гибелью ресничек эпителия, гипертрофией подслизистых желез, секретирующих слизь, пролиферацией гладкой мускулатуры в стенке дыхательных путей. Всё это приводит к гиперсекреции слизи, появлению мокроты, нарушению дренажной функции бронхов. Происходит сужение бронхов в результате фиброза. Повреждение паренхимы лёгких характеризуются развитием центролобулярной эмфиземы, изменениями альвеолярно-капиллярной мембраны и нарушениями диффузионной способности, приводящей к развитию гипоксемии.
Дисфункция дыхательных мышц и альвеолярная гиповентиляция приводят к хронической гиперкапнии, спазму сосудов, ремоделированию артерий лёгких с утолщением сосудистой стенки и уменьшением просвета сосудов. Лёгочная гипертензия и повреждение сосудов приводят к формированию лёгочного сердца. Прогрессирующие морфологические изменения лёгких и связанные нарушения дыхательных функций приводят к развитию кашля, гиперсекреции мокроты, дыхательной недостаточности.

## Клиническая картина
Кашель — наиболее ранний симптом болезни. Он часто недооценивается пациентами, будучи ожидаемым при курении и воздействии поллютантов. На первых стадиях заболевания он появляется эпизодически, но позже возникает ежедневно, изредка — появляется только по ночам. Вне обострения кашель, как правило, не сопровождается отделением мокроты. Иногда кашель отсутствует при наличии спирометрических подтверждений бронхиальной обструкции.
Мокрота — относительно ранний симптом заболевания. В начальных стадиях она выделяется в небольшом количестве, как правило, по утрам, и имеет слизистый характер. Гнойная, обильная мокрота — признак обострения заболевания.
Одышка возникает примерно на 10 лет позже кашля и отмечается вначале только при значительной и интенсивной физической нагрузке, усиливаясь при респираторных инфекциях. Одышка чаще смешанного типа, реже встречается экспираторная. На более поздних стадиях одышка варьирует от ощущения нехватки воздуха при обычных физических нагрузках до тяжёлой дыхательной недостаточности, и со временем становится более выраженной. Она является частой причиной обращения к врачу.
Для оценки степени выраженности одышки предложена шкала одышки Medical Research Council (MRC) Dyspnea Scale — модификация шкалы Флетчера:
| Степень | Тяжесть       | Описание                                                                                         |
| ------- | ------------- | ------------------------------------------------------------------------------------------------ |
| 0       | Нет           | Одышка только при очень интенсивной нагрузке                                                     |
| 1       | Лёгкая        | Одышка при быстрой ходьбе, небольшом подъёме                                                     |
| 2       | Средняя       | Одышка вынуждает пациента передвигаться при ходьбе медленнее, чем здоровые люди того же возраста |
| 3       | Тяжёлая       | Одышка заставляет останавливаться при ходьбе примерно через каждые 100 метров                    |
| 4       | Очень тяжёлая | Одышка не позволяет выйти за пределы дома или появляется при переодевании                        |

## Исследование функции внешнего дыхания
Ограничение скорости воздушного потока выявляется методом спирометрии. Наиболее важные спирометрические показатели — объём форсированного выдоха за 1-ю секунду (ОФВ1) и форсированная жизненная ёмкость лёгких (ФЖЁЛ).
По мере развития патологического процесса, что проявляется утолщением стенки дыхательных путей и потерей альвеолярного прикрепления эластической тяги лёгких, снижаются показатели (ОФВ1) и ФЖЁЛ, превосходя возрастные темпы снижения этих значений. Часто до этих изменений снижается отношение (ОФВ1 к ФЖЁЛ (индекс Тиффно). Также вследствие снижения эластической тяги лёгких и преждевременного закрытия дыхательных путей растёт функциональная остаточная ёмкость (ФОЁ).
При лёгочной гипервентиляции происходит увеличение функциональной остаточной ёмкости лёгких (ФОЁЛ), остаточного объёма лёгких (ООЛ), общей ёмкости лёгких (ОЁЛ), снижение жизненной ёмкости лёгких (ЖЁЛ = ОЁЛ − ООЛ).

## Диагностика
При сборе анамнеза необходимо уделить внимание анализу индивидуальных факторов риска, так как при сочетании факторов риска прогрессирование болезни ускоряется.
Для оценки курения как фактора риска используется индекс курильщика (ИК), выраженный в пачко-годах:
ИК (пачка*год) = (число выкуриваемых сигарет в сутки * стаж курения (годы))/20
ИК более 10 пачко-лет является достоверным фактором риска развития ХОБЛ.

### Дифференциальная диагностика с бронхиальной астмой
Важную роль в дифференциальной диагностике играют данные клиники и результаты, полученные при исследовании функции внешнего дыхания. Характерным признаком, позволяющим клинически заподозрить то или иное заболевание, является характер одышки. При бронхиальной астме, одышка возникает через 5-20 минут после физической нагрузки или провоцирующего раздражителя, это связно с аутоиммунным механизмом бронхиальной обструкции при астме, требуется некоторое время, чтобы произошёл отёк слизистой, и просвет бронхов сузился. При ХОБЛ одышка возникает непосредственно в момент начала физической нагрузки, это связано с различием механизмов нарушения лёгочной вентиляции. В отличие от астмы грудная клетка не может спасться и в воздухопроводящих путях остается значительный объём воздуха, что и затрудняет газообмен, приводя к возникновению одышки.
При исследовании функции внешнего дыхания, существуют изменения характерные для ХОБЛ и характерные для бронхиальной астмы. Для астмы характерна обратимость бронхиальной обструкции после пробы с бронходилататором (обратимостью считается увеличение ОФВ1 на 12 % и более). При ХОБЛ обратимость обструкции минимальна, происходит значительное снижение индекса Тиффно.

## Классификация

### Стратификация тяжести (стадия)
В основе стратификации два критерия: клинический, включающий кашель, образование мокроты и одышку, и функциональный, учитывающий степень необратимости обструкции дыхательных путей. Также ранее различали риск развития ХОБЛ как стадию 0 заболевания, но в последних текстах GOLD отказались от такой категории, так как недостаточно доказательств, что пациенты, имеющие «риск развития болезни» (хронический кашель, образование мокроты при нормальных показателях функции внешнего дыхания), обязательно развивается стадия I ХОБЛ. Приводимые значения ОФВ1 являются постбронходилатационными, то есть степень тяжести оценивается по показателям бронхиальной проходимости после ингаляции бронходилататора:
Стадия I. Лёгкая
- ОФВ1/ФЖЁЛ менее 70 % от должного
- ОФВ1 более 80 % от должного
- Наличие или отсутствие хронических симптомов (кашель, мокрота)

ОФВ1 остаётся в пределах среднестатистической нормы, а отношение ОФВ1 к ФЖЕЛ становится ниже 70 % от должной величины. Этот показатель отражает раннее проявление бронхиальной обструкции, выявляемое методом спирометрии. Он характеризует изменение структуры выдоха, то есть за 1-ю секунду форсированного выдоха пациент выдыхает показатель среднестатистической нормы, однако по отношению к ФЖЕЛ этот процент снижается до 70 от нормы, что выявляет индивидуальное нарушение функции внешнего дыхания.
Стадия II. Средняя
- ОФВ1/ФЖЁЛ менее 70 % от должного
- ОФВ1 менее 80 % от должного
- Наличие или отсутствие хронических симптомов (кашель, мокрота, одышка)

Стадия III. Тяжёлая
- ОФВ1/ФЖЁЛ менее 70 % от должного
- ОФВ1 менее 50 % от должного
- Наличие или отсутствие хронических симптомов (кашель, мокрота, одышка)

Стадия IV. Крайне-тяжёлая
- ОФВ1/ФЖЁЛ менее 70 % от должного
- ОФВ1 менее 30 % от должного или менее 50 % в сочетании с хронической дыхательной недостаточностью

ХОБЛ возникает, протекает и прогрессирует задолго до появления значимых функциональных нарушений, определяемых инструментально. За это время воспаление в бронхах приводит к грубым необратимым морфологическим изменениям, поэтому данная стратификация не решает вопрос о ранней диагностике и сроках начала лечения.

### Клинические формы
При обследовании ХОБЛ на далеко зашедшей стадии заболевания выявляются 2 типа клинической картины: эмфизематозный и бронхитический. Основные различия представлены в таблице:
| Признак                    | Бронхитический тип | Эмфизематозный тип |
| -------------------------- | ------------------ | ------------------ |
| Соотношение кашля и одышки | превалирует кашель | превалирует одышка |
| Обструкция бронхов         | выражена           | менее выражена     |
| Гипервентиляция лёгких     | выражена слабо     | выражена сильно    |
| Цианоз                     | диффузный синий    | розово-серый       |
| Лёгочное сердце            | в раннем возрасте  | в пожилом возрасте |
| Полицитемия                | часто              | очень редко        |
| Кахексия                   | не характерна      | часто              |
| Летальный исход            | в молодые годы     | в пожилом возрасте |

### Фаза заболевания
Обострение ХОБЛ — ухудшение самочувствия в течение не менее двух дней подряд, возникающее остро. Для обострения характерно усиление кашля, увеличение количества и состава отделяемой мокроты, усиление одышки. Во время обострения модифицируется терапия и добавляются другие лекарства. Промежутки между фазами обострения ХОБЛ соответственно именуются как фазы ремиссии.
Ниже приведены критерии некоторых рабочих групп:
| Критерии Anthonisen et al., 1987 год | Критерии BTS (Британское Торакальное Сообщество), 1997 год                                                                                   | Критерии рабочей группы, 2000 год |
| --- | --- | --- |
| Большие критерии Усиление одышки Увеличение количества мокроты Усиление «гнойности» мокроты Малые критерии Инфекция верхних дыхательных путей Лихорадка Свистящее дыхание Усиление кашля Учащение ЧСС или ЧДД на 20 % и более | Увеличение количества мокроты Усиление «гнойности» мокроты Усиление одышки Свистящее дыхание Заложенность в грудной клетке Задержка жидкости | Респираторные признаки Усиление одышки Увеличение количества и «гнойности» мокроты Усиление кашля Частое поверхностное дыхание Системные признаки Повышение температуры тела Учащение ЧСС Нарушение сознания |

Обострение диагностируется на основе совокупности критериев. Anthonisen et al. выделяют также 3 типа обострения ХОБЛ:
- обострение I типа — сочетание всех трёх больших критериев;
- обострение II типа — наличие двух из трёх больших критериев;
- обострение III типа — сочетание одного большого критерия с одним или несколькими малыми критериями.

### Формулировка диагноза
Согласно международной программе GOLD (2003), у больных ХОБЛ нужно указывать фазу болезни и степень тяжести заболевания, вариант течения, состояние больного (обострение или ремиссия), а затем перечислять осложнения возникшие в ходе развития заболевания.
Пример формулировки диагноза:
 ХОБЛ, преимущественно бронхитический тип, стадия IV, крайне тяжёлое течение, обострение, хронический гнойный бронхит, обострение. Хроническое декомпенсированное лёгочное сердце, Н III, ДН III.

## Лечение
Цели лечения ХОБЛ следующие:
- предупреждение усугубления течения болезни,
- облегчение симптомов,
- улучшение переносимости физической нагрузки,
- предупреждение и терапия осложнений,
- предупреждение и терапия обострений,
- снижение смертности[23][24].

### Профилактические мероприятия

#### Отказ от курения
Придание статуса некурящих школам, местам массового пребывания людей, местам работы должно поддерживаться правительством, организаторами здравоохранения и вообще всем обществом. Отказ от курения называют наиболее экономически выгодным способом уменьшить действия факторов развития ХОБЛ.
По мнению ВОЗ, «прекращение курения — самый важный шаг в направлении уменьшения риска для здоровья. Исследования показали, что 75—80 % курильщиков хотят бросить курить, причём у каждого третьего из них было по меньшей мере три серьёзных попытки прекратить курение. ВОЗ призывает правительства, сообщества, организации, школы, семьи и отдельных граждан помочь нынешним курильщикам бросить курить».
По данным исследований, средства, вложенные в антитабачные компании, оправдывают себя увеличением продолжительности жизни. Антитабачные мероприятия включают:
- использование накожных аппликаторов в качестве никотинзамещающей терапии,
- консультации врачей и других медицинских работников,
- групповые программы и программы самопомощи,
- формирование общественного мнения в пользу отказа от курения.

В ходе анализа антитабачных программ в разных странах (стоимостью от 990 до 13 000 долларов) выяснено, что они повышают продолжительность жизни в популяции в среднем на 1 год. По данным Национальной службы здравоохранения Великобритании, программы, стоимостью 212—873 фунтов стерлингов (320—1400 долларов США), дают дополнительный год жизни.

#### Борьба с профессиональными факторами
Борьба с профессиональными факторами вредности, приводящими к развитию поражения дыхательных путей, состоит из трёх групп мероприятий:
1. снижения концентрации вредных веществ в воздухе рабочей зоны за счёт различных технологических мероприятий;
2. использование эффективной вентиляции — местных отсосов, воздушных душей[25] и общеобменной вентиляции;
3. обеспечения индивидуальной защиты органов дыхания (как самое последнее и самое ненадёжное средство)[11].

Каждый из этих методов препятствует попаданию в организм человека вредных веществ, таким образом снижая риск развития ХОБЛ. Использование средств индивидуальной защиты является самым неэффективным методом профилактики профзаболеваний. Например, исследование
</ref> показало, что использование американскими шахтёрами респираторов-полумасок незначительно снижает концентрацию угольной пыли во вдыхаемом воздухе. В связи с этим были разработаны рекомендации по использованию вентиляции и других технических средств коллективной защиты так, чтобы концентрация пыли в зоне дыхания не превышала допустимую. А в связи с выявлением роста заболеваемости шахтёров (после значительного снижения до 1999 года) было принято решение об уменьшении ПДКрз для угольной пыли и ужесточения контроля за запылённостью в угольных шахтах
.
В РФ в связи со значительными недостатками национального законодательства рабочим часто выдают заведомо недостаточно эффективные средства индивидуальной защиты, что способствует развитию ХОБЛ и других профзаболеваний.

### Фармакотерапия
Основой лечения уже сформировавшейся ХОБЛ является фармакотерапия. На нынешнем уровне развития медицины лекарственные препараты могут только предотвратить усугубление тяжести состояния и повысить качество жизни, но не способны полностью устранить морфологические изменения, возникшие в ходе развития болезни.

#### Бронхолитики
Применяются различные группы препаратов, вызывающих расширение бронхов, преимущественно за счёт расслабления гладкой мускулатуры их стенок — бронхолитики (бронходилататоры):
- М-холиноблокаторы, ипратропия бромид (Атровент) и тиотропия бромид (Спирива)[31],
- β2-агонисты длительного действия: Сальметерол и Формотерол.

#### Глюкокортикостероиды
При обострениях заболевания используются как местные, так и системные глюкокортикостероиды. В случае выраженной дыхательной недостаточности купирование производится приёмом преднизолона в таблетках в дозе 10-20 мг в сутки или путём введения аналогичной дозы внутривенно. При использовании системных глюкокортикостероидов следует помнить об их побочных эффектах на организм. После купирования обострения их необходимо плавно отменить и перевести больного на ингаляционные препараты стероидных гормонов.
Например, испозуются флутиказон или будесонид, однако при применении этих препаратов увеличивается риск развития пневмонии (не приводящей к увеличению риска смерти).

#### Антибиотики
Антибиотики являются необходимым компонентом лекарственной терапии при обострении заболевания. Исходя из патогенеза известно, что возникает эмфизема, затрудняется отток слизи и, как следствие, возникает её застой. Накопившееся в лёгких отделяемое является благоприятной средой для роста бактерий и закономерного развития бронхитов, а в некоторых случаях — пневмонии. Для профилактики подобных осложнений пациентам назначают группы антибиотиков, преимущественно действующих на типичную для лёгких бактериальную флору. К ним относятся защищённые клавулановой кислотой пенициллины, цефалоспорины 2 поколения, в случае выраженной бактериальной агрессии допускается применение респираторных фторхинолонов. Введение препаратов может производиться различными способами: через рот, внутривенно, внутримышечно, ингаляционно (через небулайзер).

#### Муколитики
Гиперпродукция слизи при развитии ХОБЛ способствует её накоплению в дыхательных путях, в результате чего формируется благоприятная среда для развития бактериальной инфекции. Чтобы избежать этого используются муколитические препараты, которые приводят к разжижению слизи и облегчают её эвакуацию из бронхов.
Все муколитики условно разделяют на 2 группы: препараты прямого и непрямого действия. Муколитики непрямого действия влияют на секрецию в дыхательных путях, практически не взаимодействуя с уже выделившейся в просвет бронхов слизью. К таким препаратам относятся бромгексин и амброксол, являющийся его метаболитом. В основе механизма действия этих препаратов лежит способность стимулировать синтез сурфактанта альвеолярными пневмоцитами (альвеолоцитами) II порядка, что приводит к фракционированию слизи и уменьшению её адгезивных свойств. К препаратам прямого действия относятся вещества, непосредственно воздействующие на секрет, находящийся в бронхах. Как правило, это ферментные препараты, например, трипсин и химотрипсин. Вводятся они через дыхательные пути преимущественно путём ингаляции. Взаимодействие фермента со слизью приводит к её деградации и потере ей адгезивных свойств.
Не следует забывать, что во многом это разделение на 2 группы условно и многие муколитики сочетают в себе клинические эффекты обеих групп. Терапия муколитиками является вспомогательным мероприятием, направленным на повышение качества жизни больного, предотвращение развития бактериальной инфекции или в случае её наличия ускорение элиминации очага заражения.

#### Другие препараты
Исходя из патогенеза ХОБЛ, в основе заболевания лежит хроническое воспаление, которое в итоге приводит к серьёзным морфологическим изменениям в лёгочной ткани. Наиболее эффективно воспаление способны купировать глюкокортикостероиды, но помимо основного они имеют массу нежелательных побочных эффектов. Для их замены были созданы препараты, являющиеся ингибиторами провоспалительных медиаторов или рецепторов к ним. Примером такого препарата является фенспирид (Эреспал). Механизм действия препарата с фармакологической точки зрения выглядит следующим образом: как и стероиды, он оказывает ингибирующее действие на активность фосфолипазы A2 (ФЛА2), при этом если кортикостероиды ингибируют активность ФЛА2 через индукцию синтеза специального белка-ингибитора, то фенспирид блокирует транспорт ионов Са2+, необходимых для активации ФЛА2. Следовательно, по точке приложения противовоспалительного действия и эффективности каскада арахидоновой кислоты фенспирид сопоставим с кортикостероидами и, подобно им, прерывает формирование как простагландинов и тромбоксана, так и лейкотриенов. Однако при этом фенспирид не является стероидным гормоном, поэтому его применение не сопровождается характерными для стероидов побочными эффектами. Проведенные клинические исследования эффективности препарата показали, что регулярный прием фенсиприда приводил к уменьшению респираторной симптоматики и повышению качества жизни больных.
Однако с 2019 года фенспирид отозван с рынка в России и рекомендован к отзыву в Евросоюзе из-за рисков со стороны сердечно-сосудистой системы.

### Хирургическое лечение
В настоящее время хирургические операции при ХОБЛ являются преимущественно паллиативными. Чаще всего выполняется удаление крупных булл при буллёзной эмфиземе в тех случаях, когда они вызывают выраженную одышку, кровохарканье, являются очагами персистирующих инфекций. Операции по уменьшению объёма лёгких при выраженной эмфиземе изучены в настоящее время недостаточно и не рекомендуются к выполнению. Положительные клинические эффекты показала пересадка лёгких, показанием к такой операции является ОФВ1 25 % и ниже. По данным статистики в зарубежных клиниках операционная летальность составляет 10-15 %, трёхлетняя выживаемость 60 %.

### Тактика врача на амбулаторном и госпитальном этапе
В большинстве случаев больные с ХОБЛ первично обращаются к участковому терапевту с жалобами на кашель и одышку. При обращении такого больного участковому терапевту необходимо исключить острую патологию, такую как бронхит и пневмонию. В ряде случаев на ранних стадиях заболевания правильный диагноз выставить довольно затруднительно. Если после 7-14 дней от обращения больного не наблюдается положительной динамики, то следует отправить пациента на консультацию пульмонолога. Задачей пульмонолога на амбулаторном этапе является определение наличия и выраженности дыхательных нарушений, а также их коррекция. Основной задачей врача на амбулаторном этапе является подбор адекватной поддерживающей терапии и обеспечение регулярного диспансерного наблюдения. В настоящее время в качестве поддерживающей терапии рекомендуется использовать ингаляционные глюкокортикостероиды.
В случае развития обострения или при впервые выявленной выраженной симптоматике производится госпитализация больного в стационар. Оптимальной является госпитализация в специализированное пульмонологическое отделение, однако при его отсутствии или заполненности больной может быть госпитализирован в терапевтический стационар. Главной задачей врача стационара является купирование развившегося обострения заболевания и предотвращение или лечение имеющихся осложнений основного заболевания. Больному с данной патологией следует обеспечить возможность выполнения спирометрии или пикфлуометрии не реже чем 1 раз в 48 часов. В ходе госпитализации врачом стационара решается вопрос о необходимости назначения антибиотиков. Обязательным компонентом лечения должна являться адекватная противовоспалительная и бронхолитическая терапия. Также важным является установление причины развития обострения и обучения пациента с целью предотвращения подобных проблем в будущем.

### Реабилитационные мероприятия
В основе реабилитации больных с ХОБЛ лежат физические тренировки. Основной проблемой, снижающей качество жизни у таких больных, остаётся выраженная одышка и низкая переносимость физической нагрузки. Для устранения данных недостатков был разработан комплекс специальных аэробных нагрузок, направленных на повышение эффективности работы опорно-двигательного аппарата и дыхательной системы. Однако данные меры реабилитации эффективны лишь в сочетании с адекватной медикаментозной терапией и их эффективность относительно невелика.

## Прогноз
Прогноз условно неблагоприятный, заболевание является неуклонно, медленно прогрессирующим, трудоспособность по мере развития заболевания стойко утрачивается. Адекватное лечение лишь значительно замедляет развитие заболевания, вплоть до периодов стойкой ремиссии в течение нескольких лет, но не устраняет ни причину развития заболевания, ни сформировавшиеся морфологические изменения.